# Mike River
Der Mike River ist ein Fluss in der Region Southland auf der Südinsel von Neuseeland.

## Geographie
Der Mike River entsteht durch den Zusammenfluss zweier kleiner Gebirgsbäche an der Ostseite der Dark Cloud Range, rund 300 m nördlich eines auf 700 m Höhe gelegenen unbenannten Sees. Von dort aus fließt der Fluss über rund 2,16 km in Richtung Norden und mündet als erstes von Südwesten her in den auf einer Seehöhe von 486 m liegenden Lake Mike. An dessen nordöstlichem Ende entwässert der Fluss den See und mündet rund 200 m später in den False Lake. Dort verlässt der Fluss an der Ostseite den See und fällt zunächst über einen 8 m tiefen Wasserfall und kurz danach über die 35 m tiefen Mike River Falls zu Tal.
Nach rund 3,86 Flusskilometern vom False Lake aus gemessen mündet der Mike River dann von Osten einlaufend in einen dritten See, der sich unbenannt auf einer Seehöhe von 199 m befindet. Der See verfügt über eine Länge von rund 1,75 km und an dessen westlichem Ende verlässt der Mike River den See dann wieder. Rund 790 m weiter stürzt der Mike River als unbenannter Wasserfall 65 m in die Tiefe und mündet rund 1,67 Flusskilometer vom dritten See aus gemessen in den letzten See, den er auf einer Seehöhe von 29 m durchquert und nach rund 1,28 km nach Norden wieder verlässt. Nach weiteren rund 860 m und insgesamt rund 14 Flusskilometern mündet der Mike River dann schließlich in die Fanny Bay des Cook Channel, der Teil des Tamatea / Dusky Sound ist.